# Chilkoot Pass
Der Chilkoot Pass ist ein 1067 m hoher Gebirgspass in den Boundary Ranges der Coast Mountains an der Grenze zwischen Alaska und dem kanadischen British Columbia und ist Teil des Klondike Gold Rush National Historical Parks.
Der Pfad über den Chilkoot Pass war schon vor der Besiedlung durch Weiße ein Handelsweg der Athapaska- und Na-Dené-Indianer, die hier über Jahrhunderte mit Meeresprodukten und Pelzen Handel trieben. „Chilkoot“ ist eine Abwandlung von „Chilkat“, dem Namen einer Gruppe der Tlingit. Erst in den 1870er Jahren überquerte George Holt als erster Angehöriger eines nicht-indigenen Volks den Pass. Am 28. Mai 1882 folgte ihm mit dem Berliner Lehrer Arthur Krause der erste Forschungsreisende.

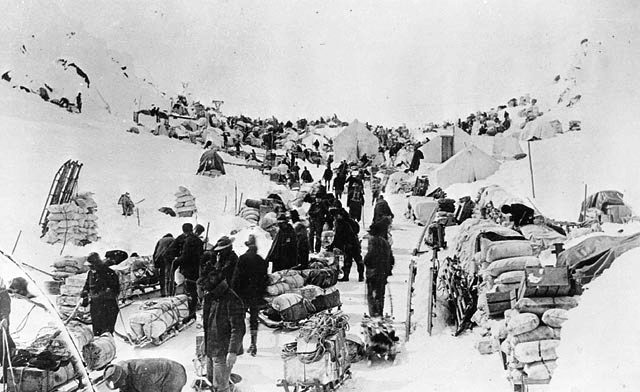
Grenze zwischen Alaska und British Columbia auf dem Pass (März/April 1898)

Während des Klondike-Goldrauschs Ende des 19. Jahrhunderts mussten die Goldsucher, von der an der Inside Passage gelegenen Hafenstadt Skagway kommend, entweder den White oder den Chilkoot Pass überqueren, um vom Lake Bennett aus dann mit Booten auf dem Yukon River weiterreisen zu können. Der Aufstieg zum Pass beginnt in Dyea, 12 km westlich von Skagway, und endet nach 53 km in Bennett am Lake Bennett. Dyea, heute ein verwaistes Dorf, von dem kaum noch etwas existiert, hatte im Jahr 1898, als der Goldrausch seinen Höhepunkt erreichte, 8000 Einwohner.
Über 100.000 Menschen überquerten zwischen 1897 und 1899 den Chilkoot Pass. An der kanadischen Grenze auf Höhe des Passes mussten die Goldsucher Ausrüstung und Proviant für ein Jahr vorweisen können, um passieren zu dürfen. Mindestanforderung waren u. a. 500 Pfund Mehl, 100 Pfund Zucker sowie diverse andere Lebens- und Gebrauchsmittel wie z. B. 500 Kerzen. In Summe belief sich das Gewicht der erforderlichen Ausrüstung, die in mehreren Etappen über den Pass transportiert werden musste, auf eine knappe Tonne. Um die komplette Ausrüstung über die 53 km von Dyea nach Bennett zu transportieren, mussten an die 3000 km Wegstrecke zurückgelegt werden. Weniger als die Hälfte der 100.000 Goldsucher erreichten auch den Klondike. Jack London beschreibt den Weg über den Chilkoot in seinem Buch Alaska-Kid.
Nach Dyea windet sich der Trail zunächst am Taiya River entlang, bevor er den Canyon verlässt, bis zur Baumgrenze ansteigt und nach gut 20 km die Golden Stairs erreicht, wo auf einer Strecke von 800 m ein Höhenunterschied von 305 m zu überwinden ist (siehe Foto), um auf den Pass zu gelangen.
Während des Goldrauschs waren für kurze Zeit mehrere Seilbahnen und Lastenaufzüge in Betrieb. Mit der Eröffnung der White Pass and Yukon Railway über den benachbarten White Pass wurde die Benutzung des Chilkoot-Passes eingestellt.
Am 14. April 1975 wurde der Trail in das US-amerikanische National Register of Historic Places aufgenommen. Am 20. November 1987 wurde der Trail dann auch zu einer National Historic Site of Canada erklärt.